# Rosomač
Rosomač (en serbe cyrillique : Росомач) est un village de Serbie situé dans la municipalité de Pirot, district de Pirot. Au recensement de 2011, il comptait 35 habitants.

## Démographie
| 1948 | 1953 | 1961 | 1971 | 1981 | 1991 | 2002 | 2011 |
| ---- | ---- | ---- | ---- | ---- | ---- | ---- | ---- |
| 606  | 590  | 440  | 337  | 166  | 107  | 60   | 35   |

|  |